# Karl Wagner (Bildhauer)
Karl Wagner, auch Carl Wagner, (* 14. Juli 1886 in Mainz; † 1. September 1966 in Frankfurt am Main) war ein deutscher Bildhauer.

## Leben
Karl Wagner absolvierte eine handwerkliche Lehre als Stuck- und Steinbildhauer, gefolgt von Wanderjahren. Danach besuchte er die Kunsthochschule in Mainz und studierte ab 1907 an der Kunstgewerbeschule und der Städelschule in Frankfurt bei Friedrich Christoph Hausmann und Josef Kowarzik.
Er bezog 1911 mithilfe eines Stipendiums von Rose Livingston sein erstes Atelier in Wiesbaden. Bereits 1914 zog er in ein Atelier im Gesellschaftshaus des Frankfurter Zoologischen Gartens um. Das Atelier wurde 1943 bei einem Luftangriff auf Frankfurt zerstört. 1946 richtete er sich ein Atelier im ehemaligen Boehle-Haus an der Sachsenhäuser Warte ein. Karl Wagner führte nach dem Zweiten Weltkrieg den Vorsitz der Frankfurter Künstlergesellschaft und war Vorstandsmitglied des Berufsverbandes Bildender Künstler. Er kam 1966 80-jährig bei einem Unfall ums Leben.
Das künstlerische Werk Wagners umfasst vorwiegend Tierplastiken, aber auch Porträtbüsten, Gedenkplaketten, Grabmale sowie Arbeiten im öffentlichen Raum Frankfurts. Zu seinen bekanntesten Werken gehören die Antilope (1920) im Palmengarten und der Gorilla (1939) im Frankfurter Zoo.